# اوا بوساکووا
اوا بوساکووا (انگلیسی: Eva Bosáková) (زاده ۱۸ دسامبر ۱۹۳۱ - درگذشته ۱۰ نوامبر ۱۹۹۱) ژیمناست زن اهل کشور چکسلواکی بوده است.
از افتخارات وی می‌توان به کسب مدال طلا چوب موازنه و مدال نقره بخش تیمی بازی‌های المپیک تابستانی ۱۹۶۰، مدال نقره چوب موازنه بازی‌های المپیک تابستانی ۱۹۵۶ و مدال برنز بخش تیمی بازی‌های المپیک تابستانی ۱۹۵۲ اشاره کرد.